# Bršljanovke
Bršljanovke (latinsko Araliaceae) je družina rastlin iz reda Apiales.
Bršljan je zelo strupen za pse, konje in vse ostale živali. Po zaužitju je takoj treba poiskati pomoč veterinarja.